# Erich Heyden
Erich Heyden (* 24. September 1879; † 11. Januar 1948) war ein deutscher Seeoffizier, zuletzt Konteradmiral der Kriegsmarine.

## Leben
Erich Heyden trat am 12. April 1898 der Kaiserlichen Marine bei. Am 10. August 1915 wurde er Korvettenkapitän.
Bis Januar 1917 war er Vorsitzender der Torpedoboot-Abnahmekommission und wurde dann bis Februar 1918 Chef der Vorpostenflottille der Ems, zugleich Kommandant des Kleinen Kreuzers Arcona. Anschließend wurde er bis August 1918 Chef der Küstenschutzflottille der Ems. Er übernahm die Führung der U-Boots-Geleitflottille.
Ab Dezember 1918 war er letzter Kommandant des Schlachtkreuzers Hindenburg. Nach Kriegsende führte er die Überführung des Schiffes nach Scapa Flow zur Internierung durch und versenkte dort am 21. Juni 1919 das Schiff.
Nach dem Krieg wurde er in die Reichsmarine übernommen. Hier wurde er am 1. Oktober 1920 zum Fregattenkapitän und am 1. April 1923 zum Kapitän zur See befördert. Im September 1922 hatte er von Kapitän zur See Bernhard Bobsien den Kleinen Kreuzer Hamburg übernommen und blieb dies bis September 1924. Vom 27. April 1924 bis 30. November 1928 war er Leiter des Marineoffizierspersonalabteilung im Reichsmarineamt. Anschließend wurde er mit dem Charakter als Konteradmiral aus der Reichsmarine entlassen.
Mit Beginn des Zweiten Weltkriegs wurde er für die Kriegsmarine reaktiviert. Von September 1939 bis April 1940 war er Richter am Oberprisenhof Berlin. Anschließend war er bis Mai 1943 als Oberwerftdirektor bzw. Arsenalkommandant der neu eingerichteten Kriegsmarinewerft Horten eingesetzt. Am 1. Februar 1941 hatte er das Patent als Konteradmiral z. V. erhalten und wurde am 30. Juni 1943 aus der Marine verabschiedet.